# 锂辉石

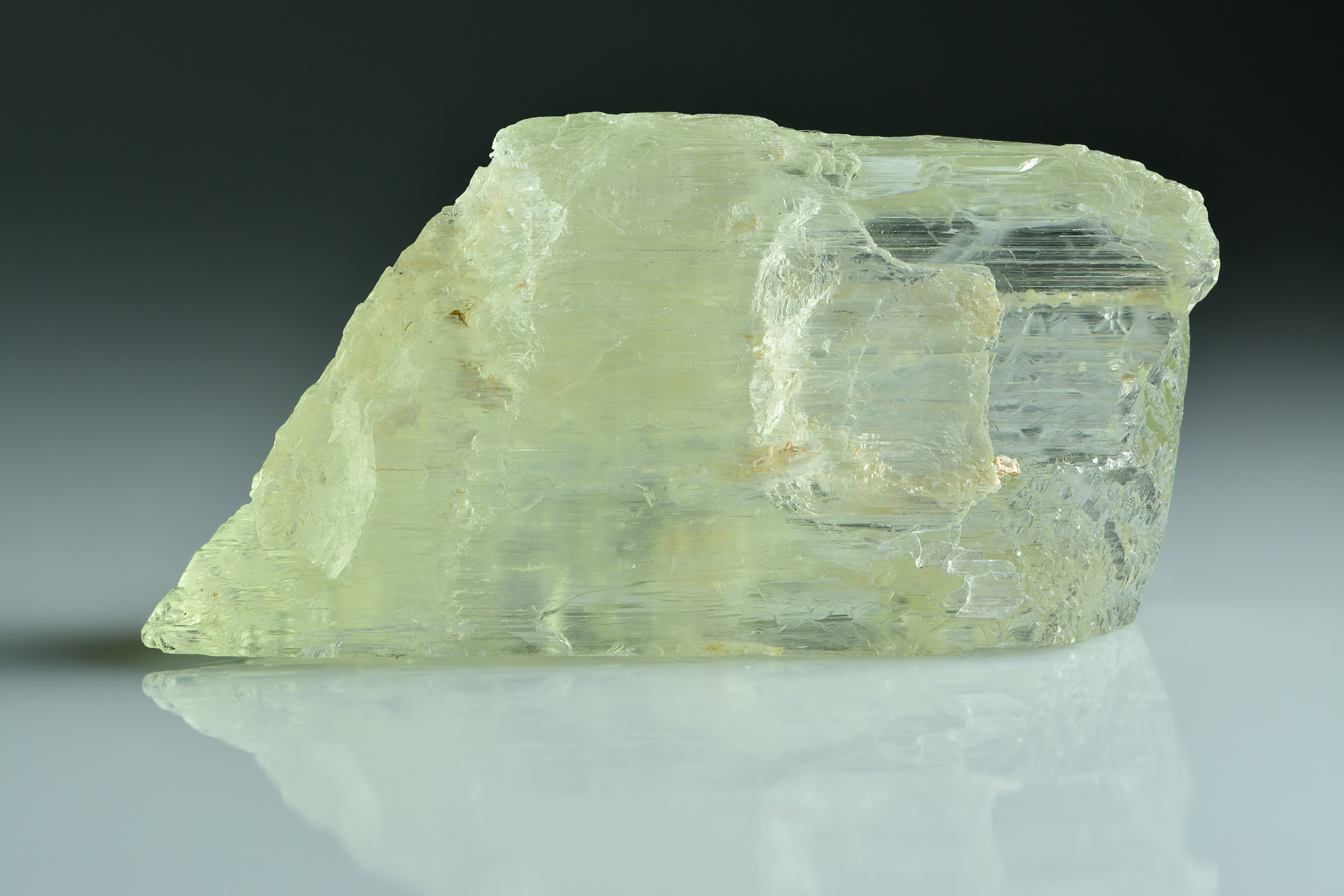

锂辉石是一种含锂的铝硅酸盐矿物，主要产于伟晶花岗岩中，产地包括美国、巴西、马达加斯加、巴基斯坦和中国新疆等地。可能由于所含的微量金属离子不同，而呈现出不同的颜色。
近期莫桑比克也发现大量锂辉石
最早被发现的锂辉石是紫锂辉石，其于1877年在巴西被发现。